# 裕翔街道
裕翔街道，是中华人民共和国河北省石家庄市裕华区下辖的一个街道办事处。
2013年，河北省民政厅批复同意将建通街道办事处所辖的南栗、裕翔一、裕翔二3个居民委员会划出，将方村镇所辖的南位、裕翔三2个居民委员会划出，合并设立裕翔街道办事处。街道办事处驻裕翔街3号。

## 行政区划
裕翔街道下辖以下地区：
南栗社区、仓丰路社区和南位村。